# Ryosuke Nunoi
Ryosuke Nunoi (布井良助, Nunoi Ryosuke), né le 18 janvier 1909 à Kōbe (Préfecture de Hyōgo) et décédé le 21 juillet 1945 en Birmanie, est un ancien joueur de tennis japonais. Il étudia a l'Université de Kōbe. Il atteignit la finale du double messieurs du Tournoi de Wimbledon en 1933 (perdue contre Jean Borotra et Jacques Brugnon. Il a également atteint les demi-finales de la Coupe Davis en 1933, en battant successivement la Hongrie (5-0), l'Irlande (5-0), l'Allemagne (4-1), mais perdant contre l'Australie (2-3).
Sa meilleure performance en Grand-Chelem en simple reste un quart de finale à l'Open d'Australie en 1932, perdue face à Jack Crawford.
Il resta marqué par le suicide de son ami et partenaire Jirō Sato, ce qui le détourna en partie du tennis et le poussa à quitter le Japon. Durant la Seconde Guerre mondiale, il sera enrôlé dans l'armée dans le cadre de l'Expansionnisme du Japon Shōwa et se suicidera avec un pistolet en Birmanie au bord du fleuve Sittang.

## Palmarès (partiel) Ryosuke Nunoi

### Titres en simple
non connu

### Finales de simple perdues
non connu

### Titres en double
non connu

### Finales de double perdues
|   | Date | Nom et lieu du tournoi       | Cat.      | ($) | Surf.        | Vainqueurs                   | Partenaire | Score              |
| 1 | 1933 | The Championships, Wimbledon | G. Chelem |     | Herbe (ext.) | Jean Borotra Jacques Brugnon | Jirō Sato  | 4-6, 6-3, 6-3, 7-5 |

### Titres en double mixte
non connu

### Finales en double mixte
non connu

## Parcours enGrand Chelem(partiel)

### En simple
| Année | Open d'Australie | Open d'Australie | Roland-Garros  | Roland-Garros  | Wimbledon      | Wimbledon      | US Open       | US Open       |
| ----- | ---------------- | ---------------- | -------------- | -------------- | -------------- | -------------- | ------------- | ------------- |
| 1932  | 1/4 finale       | Jack Crawford    | -              | -              | -              | -              | -             | -             |
| 1933  | -                | -                | 3e tour (1/16) | Marcel Bernard | 2e tour (1/32) | Lester Stoefen | 4e tour (1/8) | Frank Shields |

À droite du résultat, l'ultime adversaire

### En double
| Année | Open d'Australie | Open d'Australie | Roland-Garros | Roland-Garros | Wimbledon        | Wimbledon                    | US Open | US Open |
| 1933  | -                | -                | -             | -             | Finale Jirō Sato | Jean Borotra Jacques Brugnon | -       | -       |